# Czerteż Grywałdzki
Czerteż Grywałdzki (861 m) – szczyt w masywie Lubania w Paśmie Lubania w Gorcach. Znajduje się w południowo-wschodnim grzbiecie Lubania, a dokładniej jego wschodniego wierzchołka – Średniego Gronia, który opada do Krościenka nad Dunajcem. W grzbiecie tym znajduje się pomiędzy Bukowiną a Brożkiem.
Jest to niewybitny wierzchołek porośnięty lasem. W jego otoczeniu znajdują się jednak polany. Największe to Wyżne Polany po jego północno-wschodniej stronie. Poniżej nich wypływa Gąszczacki Potok. U południowych podnóży wypływa Czarna Krośnica.
Przez Czerteż Grywałdzki przebiega granica między miejscowościami Grywałd i Tylmanowa w powiecie nowotarskim.

## Szlaki turystyczne
Główny Szlak Beskidzki, odcinek: Krościenko nad Dunajcem – Kopia Góra – Marszałek – Kotelnica – Brożek – Czerteż Grywałdzki – Bukowina – Jaworzyna Ligasowska – Wierch Lubania – Lubań. Odległość 9,5 km, suma podejść 820 m, suma zejść 50 m, czas przejścia: 3 godz. 45 min, z powrotem 2 godz. 30 min.